# Toxorhina (Ceratocheilus) trichopyga
Toxorhina (Ceratocheilus) trichopyga is een tweevleugelige uit de familie steltmuggen (Limoniidae). De soort komt voor in het Australaziatisch gebied.